# Eisothistos anomala
Eisothistos anomala är en kräftdjursart som först beskrevs av Brian Frederick Kensley 1980.  Eisothistos anomala ingår i släktet Eisothistos och familjen Expanathuridae.
Artens utbredningsområde är Madagaskar. Inga underarter finns listade i Catalogue of Life.